# Brachythecium propinnatum
Brachythecium propinnatum là một loài rêu trong họ Brachytheciaceae. Loài này được Redf., B.C. Tan & S. He mô tả khoa học đầu tiên năm 1996.